# Dorcadion wagneri
Dorcadion wagneri là một loài bọ cánh cứng trong họ Cerambycidae.